# Sylvain Lavoie
Sylvain Lavoie OMI (* 22. April 1947 in Delmas, Kanada) ist emeritierter Erzbischof von Keewatin-Le Pas.

## Leben
Sylvain Lavoie trat der Ordensgemeinschaft der Oblaten (OMI) bei, legte die Profess am 17. Februar 1974 ab und empfing am 19. Oktober 1974 die Priesterweihe.
Papst Benedikt XVI. ernannte ihn am 11. Juli 2005 zum Koadjutorerzbischof von Keewatin-Le Pas. Die Bischofsweihe spendete ihm der Erzbischof von Keewatin-Le Pas, Peter Alfred Sutton OMI, am 29. August desselben Jahres; Mitkonsekratoren waren Gerald William Wiesner OMI, Bischof von Prince George, und Blaise-Ernest Morand OMI, Bischof von Prince-Albert.
Nach der Emeritierung Peter Alfred Suttons OMI folgte er ihm am 25. März 2006 als Erzbischof von Keewatin-Le Pas nach. Am 16. Juli 2012 nahm Papst Benedikt XVI. sein Rücktrittsgesuch an. 